# 고지마 히데오 (바이올린 연주자)
고지마 히데오(小島秀夫, 1941년 8월 ~ 2022년 5월 13일)은 일본의 바이올린 연주자이다.
일본 히로시마시 시노노메에서 태어났다. 3세 때 원자폭탄 투하에 피폭당했다. 8세 때 학교 교사의 추천으로 바이올린을 시작했다. 히로시마 음악 고등학교를 졸업하고 무사시노 음악대학을 다녔다. 대학 졸업 후 1964년 NHK 교향악단에 입단했다. 베를린 예술대학교 실내악과에 들어가 레온 슈피어러를 사사했다. 1980년부터 1998년까지 고향에 있는 히로시마 교향악단의 악장으로 지냈다.
NHK 교향악단의 지휘자를 맡았던 작곡가 도야마 유조와의 친분이 깊어 바이올린 협주곡 3번 · 바이올린과 피아노를 위한 〈히로시마의 시〉 등의 곡을 헌정받았다. 이 중 바이올린 협주곡 3번은 작곡가 도야마의 지휘로 히로시마 교향악단과의 협주로 초연을 했다.
구라시키 사쿠요 대학 객원교수를 맡았으며, 음악단체 코지마 무지카 콜레기아와 히로시마 뮤직 페스티벌을 만드는 등 고향인 히로시마시를 중심으로 문화 진흥 활동을 하였다.
장남 고지마 료(1993~)도 바이올린 연주자이다.
병원에서 장기 요양중이던 2022년 5월 13일 코로나19에 의한 폐렴으로 사망하였다.